# Stubenberg (Autriche)
Stubenberg est une commune autrichienne du district de Hartberg en Styrie.